# 蒂内·克鲁斯
蒂内·克鲁斯（丹麥語：Tinne Kruse，1986年11月19日—），丹麥女子羽毛球運動員。

## 簡歷
2012年4月，蒂内·克鲁斯出戰法國羽毛球國際賽，與路易丝·汉森合作贏得女子雙打比賽亞軍。

## 主要比賽成績
只列出曾進入準決賽的國際賽事成績：
| 年份   | 賽事                 | 公開賽級別 | 項目     | 拍檔              | 成績 |
| ------ | -------------------- | ---------- | -------- | ----------------- | ---- |
| 2005年 | 歐洲青年羽毛球錦標賽 | 其他       | 混合團體 | －                | 冠軍 |
| 2005年 | 歐洲青年羽毛球錦標賽 | 其他       | 女子雙打 | 克里斯汀娜·彼德森 | 亞軍 |
| 2012年 | 法國羽毛球國際賽     | 國際系列賽 | 女子雙打 | 路易丝·汉森       | 亞軍 |

| 2007-2017年 | 首要超級賽 | 超級賽 | 黃金大獎賽 | 大獎賽 | 國際挑戰賽 | 國際系列賽 | 未來系列賽 | 其他 |